# 차크 요제프 (유도 선수)
차크 요제프(헝가리어: Csák József, 1966년 11월 10일~)는 헝가리의 유도 선수, 지도자이다. 올림픽에 4회 참가했으며 1992년 하계 올림픽 남자 하프라이트급에서 은메달을 획득했다. 또한 유럽 선수권 대회에서 금메달 1개, 은메달 2개, 동메달 1개를 획득했다.